# Plantilles de la Copa del Món de futbol de 1950
Plantilles oficials de les seleccions classificades per la fase final de la Copa del Món de Futbol 1950 del Brasil. Fou el primer mundial on els jugadors portaven número al darrere de la samarreta (permès des de 1944), tot i que no totes les seleccions els van assignar (no fou obligatori fins al 1954). En aquestes llistes estan ordenats per nom. Els equips participants són (cliqueu sobre el país per accedir a la plantilla):
| Equips participants | Equips participants | Equips participants | Equips participants |
| ------------------- | ------------------- | ------------------- | ------------------- |
| Brasil              | Suïssa              | Iugoslàvia          | Mèxic               |
| Espanya             | Anglaterra          | Xile                | Estats Units        |
| Suècia              | Itàlia              | Paraguai            | Uruguai             |
| Bolívia             |                     |                     |                     |

## Brasil
| #    | Posició      | Nom           | Naixement           | P. Sel.      | Club          |
| ---- | ------------ | ------------- | ------------------- | ------------ | ------------- |
| -    | Davanter     | Adãozinho     | 2 d'abril 1924      | -            | Internacional |
| -    | Davanter     | Ademir        | 8 de novembre 1922  | -            | Vasco da Gama |
| -    | Davanter     | Alfredo       | 1 de gener 1920     | -            | Vasco da Gama |
| -    | Defensa      | Augusto       | 22 d'octubre 1920   | -            | Vasco da Gama |
| -    | Davanter     | Baltazar      | 14 de gener 1926    | -            | Corinthians   |
| -    | Porter       | Barbosa       | 27 de març 1921     | -            | Vasco da Gama |
| -    | Migcampista  | Bauer         | 21 de novembre 1925 | -            | São Paulo FC  |
| -    | Migcampista  | Bigode        | 4 d'abril 1922      | -            | Flamengo      |
| -    | Porter       | Castilho      | 27 de novembre 1927 | -            | Fluminense    |
| -    | Davanter     | Chico         | 7 de gener 1922     | -            | Vasco da Gama |
| -    | Migcampista  | Danilo        | 3 de desembre 1920  | -            | Vasco da Gama |
| -    | Defensa      | Ely           | 14 de maig 1921     | -            | Vasco da Gama |
| -    | Davanter     | Friaça        | 20 d'octubre 1924   | -            | São Paulo FC  |
| -    | Davanter     | Jair          | 21 de març 1921     | -            | Palmeiras     |
| -    | Defensa      | Juvenal       | 27 de novembre 1923 | -            | Flamengo      |
| -    | Davanter     | Maneca        | 28 de gener 1926    | -            | Vasco da Gama |
| -    | Defensa      | Nena          | 27 de març 1921     | -            | Internacional |
| -    | Defensa      | Nílton Santos | 16 de maig 1927     | -            | Botafogo      |
| -    | Migcampista  | Noronha       | 25 de setembre 1918 | -            | São Paulo FC  |
| -    | Davanter     | Rodrigues     | 27 de juny 1925     | -            | Fluminense    |
| -    | Migcampista  | Rui           | 2 d'agost 1922      | -            | São Paulo FC  |
| -    | Davanter     | Zizinho       | 14 de setembre 1922 | -            | Bangu AC      |
| Ent. | Flávio Costa | Flávio Costa  | Flávio Costa        | Flávio Costa | Flávio Costa  |

## Suïssa
| #    | Posició         | Nom                    | Naixement           | P. Sel.         | Club                     |
| ---- | --------------- | ---------------------- | ------------------- | --------------- | ------------------------ |
| -    | Davanter        | Charles Antenen        | 3 de novembre 1929  | -               | FC La Chaux-de-Fonds     |
| -    | Davanter        | René Bader             | 7 d'agost 1922      | -               | FC Basel                 |
| -    | Davanter        | Walter Beerli          | 23 de juliol 1928   | -               | Young Boys Bern          |
| -    | Davanter        | Alfred Bickel          | 2 de maig 1918      | -               | Grasshoppers Club Zurich |
| -    | Defensa         | Roger Bocquet          | 9 d'abril 1921      | -               | Lausanne-Sport           |
| -    | Porter          | Eugen Corrodi          | 2 de juliol 1922    | -               | FC Lugano                |
| -    | Migcampista     | Oliver Eggimann        | 6 d'agost 1921      | -               | Servette FC              |
| -    | Davanter        | Jacques Fatton         | 19 de desembre 1925 | -               | Servette FC              |
| -    | Davanter        | Hans-Peter Friedländer | 6 de novembre 1920  | -               | Lausanne-Sport           |
| -    | Defensa         | Rudolf Gyger           | 16 d'abril 1920     | -               | Cantonal Neuchâtel       |
| -    | Porter          | Adolphe Hug            | 23 de setembre 1923 | -               | Urania Genève            |
| -    | Defensa         | Wilhelm Kernen         | 6 d'agost1929       | -               | FC La Chaux-de-Fonds     |
| -    | Defensa         | Gerhard Lusenti        | 24 d'abril 1921     | -               | AC Bellinzona            |
| -    | Defensa         | André Neury            | 3 de setembre 1921  | -               | FC Locarno               |
| -    | Migcampista     | Roger Quinche          | 22 de juliol 1922   | -               | Young Boys Bern          |
| -    | Defensa         | Kurt Rey               | 10 de desembre 1923 | -               | SC YF Juventus           |
| -    | Davanter        | Walter Schneiter       | 2 de juliol 1923    | -               | FC Zurich                |
| -    | Davanter        | Hans Siegenthaler      | 5 de febrer 1923    | -               | SC YF Juventus           |
| -    | Defensa         | Felice Soldini         | 1915                | -               | AC Bellinzona            |
| -    | Defensa         | Willi Steffen          | 24 de maig 1923     | -               | Cantonal Neuchâtel       |
| -    | Porter          | Georges Stuber         | 11 de maig 1925     | -               | Lausanne-Sport           |
| -    | Davanter        | Jean Tamini            | 9 de desembre 1919  | -               | Servette FC              |
| Ent. | Franco Andreoli | Franco Andreoli        | Franco Andreoli     | Franco Andreoli | Franco Andreoli          |

## Iugoslàvia
| #    | Posició             | Nom                    | Naixement           | P. Sel.             | Club                  |
| ---- | ------------------- | ---------------------- | ------------------- | ------------------- | --------------------- |
| -    | Davanter            | Aleksandar Atanacković | 29 d'abril 1920     | -                   | Partizan Belgrad      |
| -    | Porter              | Vladimir Beara         | 2 de novembre 1928  | -                   | Hajduk Split          |
| -    | Davanter            | Stjepan Bobek          | 3 de desembre 1923  | -                   | Partizan Belgrad      |
| -    | Defensa             | Božo Broketa           | 24 de desembre 1921 | -                   | Hajduk Split          |
| -    | Davanter            | Željko Čajkovski       | 5 de maig 1925      | -                   | Dinamo Zagreb         |
| -    | Defensa             | Zlatko Čajkovski       | 24 de gener 1923    | -                   | Partizan Belgrad      |
| -    | Defensa             | Ratko Čolić            | 17 de març 1918     | -                   | Partizan Belgrad      |
| -    | Migcampista         | Predrag Đajić          | 1 de maig 1922      | -                   | Estrella Roja         |
| -    | Davanter            | Vladimir Firm          | 1923                | -                   | Partizan Belgrad      |
| -    | Defensa             | Ivan Horvat            | 16 de juliol 1926   | -                   | Dinamo Zagreb         |
| -    | Migcampista         | Miodrag Jovanović      | 18 de setembre 1925 | -                   | Partizan Belgrad      |
| -    | Migcampista         | Ervin Katnić           |                     | -                   | Hajduk Split          |
| -    | Davanter            | Prvoslav Mihajlović    | 13 d'abril 1921     | -                   | Partizan Belgrad      |
| -    | Davanter            | Rajko Mitić            | 6 de setembre 1922  | -                   | Crvena Zvezda Belgrad |
| -    | Porter              | Srđan Mrkušić          | 26 de juny 1915     | -                   | Crvena Zvezda Belgrad |
| -    | Davanter            | Tihomir Ognjanov       | 2 de març 1927      | -                   | Crvena Zvezda Belgrad |
| -    | Migcampista         | Bela Palfi             | 16 de febrer 1923   | -                   | Crvena Zvezda Belgrad |
| -    | Migcampista         | Ivo Radovniković       |                     | -                   | Hajduk Split          |
| -    | Defensa             | Branislav Stanković    | 31 d'octubre 1921   | -                   | Crvena Zvezda Belgrad |
| -    | Davanter            | Kosta Tomašević        | 26 de maig 1924     | -                   | Crvena Zvezda Belgrad |
| -    | Davanter            | Bernard Vukas          | 1 de maig 1927      | -                   | Hajduk Split          |
| -    | Migcampista         | Siniša Zlatković       |                     | -                   | Crvena Zvezda Belgrad |
| Ent. | Milorad Arsenijević | Milorad Arsenijević    | Milorad Arsenijević | Milorad Arsenijević | Milorad Arsenijević   |

## Mèxic
| #    | Posició      | Nom                    | Naixement           | P. Sel.      | Club                  |
| ---- | ------------ | ---------------------- | ------------------- | ------------ | --------------------- |
| -    | Davanter     | José Luis Borbolla     | 31 de gener 1920    | -            | Club América          |
| -    | Porter       | Antonio Carbajal       | 7 de juny 1929      | -            | Real Club España      |
| -    | Davanter     | Horacio Casarín        | 25 de maig 1918     | -            | Real Club España      |
| -    | Porter       | Raúl Córdoba           |                     | -            | San Sebastian Leon    |
| -    | Migcampista  | Samuel Cuburu          | 20 de febrer 1928   | -            | FC Puebla             |
| -    | Migcampista  | Antonio Flores         | 13 de juliol 1923   | -            | CF Atlas              |
| -    | Defensa      | Gregorio Gómez         | 26 de juny 1924     | -            | Deportivo Guadalajara |
| -    | Migcampista  | Carlos Guevara         |                     | -            | Asturias              |
| -    | Defensa      | Manuel Gutiérrez       | 8 d'abril 1920      | -            | Club América          |
| -    | Migcampista  | Francisco Hernández    |                     | -            | CD Zacatapec          |
| -    | Defensa      | Alfonso Montemayor     | 28 d'abril 1922     | -            | FC Leon               |
| -    | Davanter     | José Naranjo           | 19 de març 1926     | -            | Oro Guadalajara       |
| -    | Davanter     | Leonardo Navarro       |                     | -            | FC Atlante            |
| -    | Migcampista  | Mario Ochoa            | 1927                | -            | Club América          |
| -    | Migcampista  | Héctor Ortiz           | 20 de desembre 1928 | -            | Marte                 |
| -    | Migcampista  | Mario Pérez Plascencia | 19 de febrer 1927   | -            | Marte                 |
| -    | Davanter     | Max Prieto             |                     | -            | Deportivo Guadalajara |
| -    | Defensa      | José Antonio Roca      | 24 de maig 1928     | -            | Necaxa                |
| -    | Defensa      | Rodrigo Ruiz           | 14 d'abril 1923     | -            | Deportivo Guadalajara |
| -    | Davanter     | Carlos Septién         | 18 de gener 1923    | -            | Real Club España      |
| -    | Davanter     | Guadalupe Velázquez    | 12 d'agost 1923     | -            | FC Puebla             |
| -    | Defensa      | Felipe Zetter          | 3 de juliol 1923    | -            | CF Atlas              |
| Ent. | Octavio Vial | Octavio Vial           | Octavio Vial        | Octavio Vial | Octavio Vial          |

## Espanya
| #    | Posició              | Nom                  | Naixement            | P. Sel.              | Club                   |
| ---- | -------------------- | -------------------- | -------------------- | -------------------- | ---------------------- |
| -    | Porter               | Juan Acuña           | 11 de gener 1923     | -                    | Deportivo de La Coruña |
| -    | Defensa              | Gabriel Alonso       | 9 de novembre 1923   | -                    | Celta de Vigo          |
| -    | Defensa              | Francisco Antúnez    | 1 de novembre 1922   | -                    | CF Sevilla             |
| -    | Defensa              | Vicente Asensi       | 28 de gener 1919     | -                    | València CF            |
| -    | Davanter             | Estanislau Basora    | 18 de novembre 1926  | -                    | FC Barcelona           |
| -    | Davanter             | César                | 29 de juny 1920      | -                    | FC Barcelona           |
| -    | Davanter             | Agustín Gaínza       | 28 de maig 1922      | -                    | Atlético Bilbao        |
| -    | Defensa              | Josep Gonzalvo       | 16 de gener 1920     | -                    | FC Barcelona           |
| -    | Migcampista          | Marià Gonzalvo       | 22 de març 1922      | -                    | FC Barcelona           |
| -    | Davanter             | Rosendo Hernández    | 1 de març 1921       | -                    | RCD Espanyol           |
| -    | Davanter             | Silvestre Igoa       | 5 de setembre 1920   | -                    | València CF            |
| -    | Porter               | Ignacio Eizaguirre   | 7 de novembre 1920   | -                    | València CF            |
| -    | Davanter             | Josep Juncosa        | 2 de febrer 1922     | -                    | Atlético Madrid        |
| -    | Defensa              | Rafael Lesmes        | 9 de novembre 1926   | -                    | Valladolid             |
| -    | Davanter             | Luis Molowny         | 12 de maig 1925      | -                    | Reial Madrid           |
| -    | Migcampista          | Nando                | 1 de febrer 1921     | -                    | Atlético Bilbao        |
| -    | Davanter             | José Luis Panizo     | 12 de gener 1922     | -                    | Atlético Bilbao        |
| -    | Defensa              | Josep Parra          | 28 d'agost 1925      | -                    | RCD Espanyol           |
| -    | Migcampista          | Antoni Puchades      | 4 de juny 1925       | -                    | València CF            |
| -    | Porter               | Antoni Ramallets     | 4 de juny 1924       | -                    | FC Barcelona           |
| -    | Defensa              | Alfonso Silva        | 19 de març 1926      | -                    | Atlético Madrid        |
| -    | Davanter             | Zarra                | 30 de gener 1921     | -                    | Atlético Bilbao        |
| Ent. | Guillermo Eizaguirre | Guillermo Eizaguirre | Guillermo Eizaguirre | Guillermo Eizaguirre | Guillermo Eizaguirre   |

## Anglaterra
| #    | Posició             | Nom                 | Naixement           | P. Sel.             | Club                         |
| ---- | ------------------- | ------------------- | ------------------- | ------------------- | ---------------------------- |
| -    | Defensa             | John Aston          | 2 de setembre 1921  | -                   | Manchester United            |
| -    | Migcampista         | Eddie Baily         | 6 d'agost 1925      | -                   | Tottenham Hotspur            |
| -    | Davanter            | Roy Bentley         | 17 de maig 1924     | -                   | Chelsea                      |
| -    | Migcampista         | Henry Cockburn      | 14 de setembre 1921 | -                   | Manchester United            |
| -    | Migcampista         | Jimmy Dickinson     | 24 d'abril 1925     | -                   | Portsmouth                   |
| -    | Porter              | Ted Ditchburn       | 24 d'octubre 1921   | -                   | Tottenham Hotspur            |
| -    | Defensa             | Bill Eckersley      | 16 de juliol 1925   | -                   | Blackburn Rovers             |
| -    | Davanter            | Tom Finney          | 5 d'abril 1922      | -                   | Preston North End            |
| -    | Migcampista         | Laurie Hughes       | 2 de març 1924      | -                   | Liverpool                    |
| -    | Davanter            | Wilf Mannion        | 16 de maig 1918     | -                   | Middlesbrough                |
| -    | Davanter            | Stanley Matthews    | 1 de febrer 1915    | -                   | Blackpool                    |
| -    | Davanter            | Jackie Milburn      | 11 de maig 1924     | -                   | Newcastle United             |
| -    | Davanter            | Stan Mortensen      | 26 de maig 1921     | -                   | Blackpool                    |
| -    | Davanter            | Jimmy Mullen        | 6 de gener 1923     | -                   | Wolverhampton Wanderers      |
| -    | Migcampista         | Bill Nicholson      | 26 de gener 1919    | -                   | Tottenham Hotspur            |
| -    | Defensa             | Alf Ramsey          | 22 de gener 1920    | -                   | Tottenham Hotspur            |
| -    | Defensa             | Laurie Scott        | 23 d'abril 1917     | -                   | Arsenal                      |
| -    | Defensa             | Jim Taylor          | 5 de novembre 1917  | -                   | Fulham                       |
| -    | Migcampista         | Willie Watson       | 7 de març 1920      | -                   | Sunderland                   |
| -    | Porter              | Bert Williams       | 31 de gener 1920    | -                   | Wolverhampton Wanderers F.C. |
| -    | Defensa             | Billy Wright        | 6 de febrer 1924    | -                   | Wolverhampton Wanderers      |
| Ent. | Walter Winterbottom | Walter Winterbottom | Walter Winterbottom | Walter Winterbottom | Walter Winterbottom          |

## Xile
| #    | Posició          | Nom                    | Naixement              | P. Sel.          | Club                                |
| ---- | ---------------- | ---------------------- | ---------------------- | ---------------- | ----------------------------------- |
| -    | Defensa          | Manuel Álvarez Jiménez | 23 de maig de 1928     | -                | Club Deportivo Universidad Católica |
| -    | Migcampista      | Miguel Busquets        | 15 d'octubre de 1920   | -                | CF Universidad de Chile             |
| -    | Migcampista      | Fernando Campos        |                        | -                | Colo-Colo                           |
| -    | Migcampista      | Hernán Carvallo        | 19 d'agost de 1922     | -                | Club Deportivo Universidad Católica |
| -    | Davanter         | Atilio Cremaschi       | 8 de març de 1923      | -                | Unión Española                      |
| -    | Davanter         | Guillermo Díaz         | 29 de desembre de 1930 | -                | Club de Deportes Santiago Wanderers |
| -    | Defensa          | Arturo Farías          | 1 de novembre de 1927  | -                | Colo-Colo                           |
| -    | Defensa          | Miguel Flores          |                        | -                | CF Universidad de Chile             |
| -    | Davanter         | Carlos Ibáñez          | 30 de novembre de 1931 | -                | Magallanes                          |
| -    | Davanter         | Raimundo Infante       |                        | -                | Club Deportivo Universidad Católica |
| -    | Porter           | Sergio Livingstone     | 26 de març de 1920     | -                | Club Deportivo Universidad Católica |
| -    | Defensa          | Manuel Machuca         | 1934                   | -                | Colo-Colo                           |
| -    | Davanter         | Luis Mayanés           | 15 de gener de 1925    | -                | CF Universidad de Chile             |
| -    | Davanter         | Manuel Muñoz           |                        | -                | Colo-Colo                           |
| -    | Davanter         | Andrés Prieto          | 19 de desembre de 1928 | -                | Club Deportivo Universidad Católica |
| -    | Porter           | René Quitral           |                        | -                | Club de Deportes Santiago Wanderers |
| -    | Davanter         | Fernando Riera         | 27 de juny de 1920     | -                | Club Deportivo Universidad Católica |
| -    | Davanter         | George Robledo         | 14 d'abril de 1926     | -                | Newcastle United F.C.               |
| -    | Migcampista      | Carlos Rojas           | 1928                   | -                | Unión Española                      |
| -    | Defensa          | Fernando Roldán        | 1921                   | -                | Club Deportivo Universidad Católica |
| -    | Migcampista      | Osvaldo Sáez           |                        | -                | Colo-Colo                           |
| -    | Defensa          | Francisco Urroz        |                        | -                | Colo-Colo                           |
| Ent. | Arturo Bucciardi | Arturo Bucciardi       | Arturo Bucciardi       | Arturo Bucciardi | Arturo Bucciardi                    |

## Estats Units
| #    | Posició         | Nom               | Naixement           | P. Sel.         | Club                          |
| ---- | --------------- | ----------------- | ------------------- | --------------- | ----------------------------- |
| -    | Defensa         | Robert Annis      | 5 de setembre 1928  | -               | St. Louis Simpkins-Ford       |
| -    | Migcampista     | Walter Bahr       | 1 d'abril 1927      | -               | Philadelphia Nationals        |
| -    | Porter          | Frank Borghi      | 9 d'abril 1925      | -               | St. Louis Simpkins-Ford       |
| -    | Migcampista     | Charlie Colombo   | 20 de juliol 1920   | -               | St. Louis Simpkins-Ford       |
| -    | Defensa         | Geoff Coombes     | 23 d'abril 1919     | -               | Chicago Vikings               |
| -    | Davanter        | Robert Craddock   | 5 de setembre 1923  | -               | Pittsburgh Harmarville S.C.   |
| -    | Davanter        | Nicholas DiOrio   | 4 de febrer 1921    | -               | Pittsburgh Harmarville S.C.   |
| -    | Davanter        | Joe Gaetjens      | 19 de març 1924     | -               | New York Brookhattan          |
| -    | Porter          | Gino Gardassanich | 26 de novembre 1922 | -               | Chicago Slovaks               |
| -    | Defensa         | Harry Keough      | 15 de novembre 1927 | -               | St. Louis McMahon             |
| -    | Defensa         | Joe Maca          | 28 de setembre 1920 | -               | Brooklyn Hispano              |
| -    | Migcampista     | Ed McIlvenny      | 21 d'octubre 1924   | -               | Philadelphia Nationals        |
| -    | Davanter        | Gino Pariani      | 21 de febrer 1928   | -               | St. Louis Simpkins-Ford       |
| -    | Davanter        | Ed Souza          | 22 de setembre 1921 | -               | Fall River Ponta Delgada S.C. |
| -    | Davanter        | John Souza        | 12 de juliol 1920   | -               | Fall River Ponta Delgada S.C. |
| -    | Davanter        | Frank Wallace     | 15 de juliol 1922   | -               | St. Louis Simpkins-Ford       |
| -    | Davanter        | Adam Wolanin      | 13 de novembre 1919 | -               | Chicago Eagles                |
| Ent. | William Jeffrey | William Jeffrey   | William Jeffrey     | William Jeffrey | William Jeffrey               |

## Suècia
| #    | Posició       | Nom                | Naixement           | P. Sel.       | Club                     |
| ---- | ------------- | ------------------ | ------------------- | ------------- | ------------------------ |
| -    | Migcampista   | Olle Åhlund        | 22 d'agost 1920     | -             | Degerfors IF             |
| -    | Defensa       | Sune Andersson     | 22 de febrer 1921   | -             | AIK Stockholm            |
| *    | Davanter      | Bengt Berndtsson   | 26 de gener 1933    | -             | Göteborg                 |
| -    | Defensa       | Ivan Bodin         |                     | -             | AIK Stockholm            |
| -    | Migcampista   | Ingvar Gärd        | 6 d'octubre 1921    | -             | Malmö FF                 |
| -    | Davanter      | Hasse Jeppson      | 10 de maig 1925     | -             | IF Djurgardens Stockholm |
| -    | Migcampista   | Gunnar Johansson   | 29 de febrer 1924   | -             | GAIS                     |
| -    | Davanter      | Egon Jönsson       | 6 de desembre 1926  | -             | Malmö FF                 |
| -    | Porter        | Torsten Lindberg   | 14 d'abril 1917     | -             | IFK Norrkoping           |
| *    | Defensa       | Arne Månsson       |                     | -             | Malmö FF                 |
| -    | Davanter      | Bror Mellberg      | 9 de desembre 1923  | -             | AIK Stockholm            |
| -    | Defensa       | Erik Nilsson       | 6 d'agost 1916      | -             | Malmö FF                 |
| -    | Davanter      | Stellan Nilsson    | 28 de maig 1922     | -             | Malmö FF                 |
| -    | Migcampista   | Gunnar Nordahl     | 19 d'octubre 1921   | -             | AC Milan                 |
| -    | Davanter      | Karl-Erik Palmér   | 17 d'abril 1929     | -             | Malmö FF                 |
| -    | Davanter      | Ingvar Rydell      | 7 de maig 1922      | -             | Malmö FF                 |
| -    | Defensa       | Lennart Samuelsson | 7 de juliol 1924    | -             | IF Elfsborg Boras        |
| -    | Davanter      | Lennart Skoglund   | 24 de desembre 1929 | -             | AIK Stockholm            |
| -    | Davanter      | Stig Sundqvist     | 19 de juliol 1922   | -             | IFK Norrkoping           |
| -    |               | Curt Svensson      |                     | -             | IS Halmia                |
| -    | Porter        | Kalle Svensson     | 11 de novembre 1925 | -             | Helsingborgs IF          |
| -    | Porter        | Tore Svensson      | 6 de desembre 1927  | -             | Malmö FF                 |
| -    | Davanter      | Börje Tapper       | 20 de maig 1922     | -             | Malmö FF                 |
| Ent. | George Raynor | George Raynor      | George Raynor       | George Raynor | George Raynor            |

## Itàlia
| #    | Posició        | Nom                  | Naixement           | P. Sel.        | Club                       |
| ---- | -------------- | -------------------- | ------------------- | -------------- | -------------------------- |
| -    | Davanter       | Amedeo Amadei        | 26 de juliol 1921   | -              | Internazionale Milano F.C. |
| -    | Defensa        | Carlo Annovazzi      | 24 de maig 1925     | -              | A.C. Milan                 |
| -    | Defensa        | Ivano Blason         | 24 de maig 1923     | -              | U.S. Triestina Calcio      |
| -    | Davanter       | Giampiero Boniperti  | 4 de juliol 1928    | -              | Juventus F.C.              |
| -    | Davanter       | Aldo Campatelli      | 7 d'abril 1919      | -              | Internazionale Milano F.C. |
| -    | Davanter       | Gino Cappello        | 2 de juny 1920      | -              | Bologna F.C. 1909          |
| -    | Davanter       | Emilio Caprile       | 30 de setembre 1928 | -              | Atalanta B.C.              |
| -    | Davanter       | Riccardo Carapellese | 1 de juliol 1922    | -              | Torino F.C.                |
| -    | Porter         | Giuseppe Casari      | 10 d'abril 1922     | -              | Atalanta B.C.              |
| -    | Defensa        | Osvaldo Fattori      | 22 de juny 1922     | -              | Internazionale Milano F.C. |
| -    | Defensa        | Zeffiro Furiassi     | 19 de gener 1923    | -              | S.S. Lazio                 |
| -    | Defensa        | Attilio Giovannini   | 30 de juliol 1924   | -              | Internazionale Milano F.C. |
| -    | Davanter       | Benito Lorenzi       | 20 de desembre 1925 | -              | Internazionale Milano F.C. |
| -    | Migcampista    | Augusto Magli        | 9 de març 1923      | -              | ACF Fiorentina             |
| -    | Migcampista    | Giacomo Mari         | 17 d'octubre 1924   | -              | Juventus F.C.              |
| -    | Porter         | Giuseppe Moro        | 16 de gener 1921    | -              | Torino F.C.                |
| -    | Davanter       | Ermes Muccinelli     | 28 de juliol 1927   | -              | Juventus F.C.              |
| -    | Davanter       | Egisto Pandolfini    | 19 de febrer 1926   | -              | AC Fiorentina              |
| -    | Migcampista    | Carlo Parola         | 20 de setembre 1921 | -              | Juventus F.C.              |
| -    | Migcampista    | Leandro Remondini    | 17 de novembre 1917 | -              | S.S. Lazio                 |
| -    | Porter         | Lucidio Sentimenti   | 1 de juliol 1920    | -              | S.S. Lazio                 |
| -    | Migcampista    | Omero Tognon         | 3 de març 1924      | -              | A.C. Milan                 |
| Ent. | Ferruccio Novo | Ferruccio Novo       | Ferruccio Novo      | Ferruccio Novo | Ferruccio Novo             |

## Paraguai
| #    | Posició               | Nom                   | Naixement             | P. Sel.               | Club                   |
| ---- | --------------------- | --------------------- | --------------------- | --------------------- | ---------------------- |
| -    | Davanter              | Enrique Avalos        | 1922                  | -                     | Cerro Porteño          |
| -    | Davanter              | Marcial Avalos        |                       | -                     | Cerro Porteño          |
| -    | Migcampista           | Melanio Baez          |                       | -                     | Club Nacional          |
| -    | Davanter              | Ángel Berni           | 9 de gener 1931       | -                     | Club Sportivo Luqueño  |
| -    | Defensa               | Antonio Cabrera       |                       | -                     | Club Libertad Asunción |
| -    | Davanter              | Lorenzo Calonga       |                       | -                     | Club Guaraní           |
| -    | Davanter              | Juan Cañete           |                       | -                     | Club Presidente Hayes  |
| -    | Migcampista           | Castor Cantero        | 1918                  | -                     | Olimpia Asunción       |
| -    | Porter                | Pablo Centurión       |                       | -                     | Cerro Porteño          |
| -    | Defensa               | Casiano Céspedes      | 1924                  | -                     | Olimpia Asunción       |
| -    | Defensa               | Manuel Gavilán        | 1921                  | -                     | Club Libertad Asunción |
| -    | Defensa               | Alberto González      | 1922                  | -                     | Olimpia Asunción       |
| -    | Migcampista           | Armando González      |                       | -                     | Club Guaraní           |
| -    | Migcampista           | Victoriano Leguizamón | 1923                  | -                     | Olimpia Asunción       |
| -    | Davanter              | Atilio López          | 1925                  | -                     | Club Nacional          |
| -    | Davanter              | César López           | 21 de març 1923       | -                     | Olimpia Asunción       |
| -    | Davanter              | Hilarión Osorio       |                       | -                     | Club Sportivo Luqueño  |
| -    | Defensa               | Elioro Paredes        |                       | -                     | Club Sportivo Luqueño  |
| -    | Davanter              | Darío Saguier         | 11 de setembre 1926   | -                     | Cerro Porteño          |
| -    | Davanter              | Francisco Sosa        |                       | -                     | Cerro Porteño          |
| -    | Davanter              | Leongino Unzaim       | 15 de març 1927       | -                     | Olimpia Asunción       |
| -    | Porter                | Marcelino Vargas      | 1921                  | -                     | Club Libertad Asunción |
| Ent. | Manuel Fleitas Solich | Manuel Fleitas Solich | Manuel Fleitas Solich | Manuel Fleitas Solich | Manuel Fleitas Solich  |

## Uruguai
| #    | Posició     | Nom                      | Naixement           | P. Sel.    | Club                           |
| ---- | ----------- | ------------------------ | ------------------- | ---------- | ------------------------------ |
| -    | Davanter    | Julio César Britos       | 18 de maig 1926     | -          | Peñarol                        |
| -    | Davanter    | Juan Burgueño            | 1923                | -          | Futbol Club Danubio Montevideo |
| -    | Defensa     | Schubert Gambetta        | 14 d'abril 1920     | -          | Club Nacional de Football      |
| -    | Davanter    | Alcides Ghiggia          | 22 de desembre 1926 | -          | Peñarol                        |
| -    | Defensa     | Juan Carlos González     | 22 d'agost 1924     | -          | Peñarol                        |
| -    | Defensa     | Matías González          | 6 d'agost 1925      | -          | Club Atletico Cerro Montevideo |
| -    | Defensa     | William Martínez         | 13 de gener 1928    | -          | Rampla Juniors                 |
| -    | Porter      | Roque Máspoli            | 12 d'octubre 1917   | -          | Peñarol                        |
| -    | Davanter    | Óscar Míguez             | 5 de desembre 1927  | -          | Peñarol                        |
| -    | Davanter    | Rubén Morán              | 6 d'agost 1930      | -          | Club Atletico Cerro Montevideo |
| -    | Migcampista | Washington Ortuño        | 13 de maig 1928     | -          | Peñarol                        |
| -    | Porter      | Aníbal Paz               | 18 de febrer 1918   | -          | Club Nacional de Football      |
| -    | Davanter    | Julio Pérez              | 19 de juny 1926     | -          | Club Nacional de Football      |
| -    | Migcampista | Rodolfo Pini             | 1926                | -          | Club Nacional de Football      |
| -    | Davanter    | Luis Torijo              | 28 de setembre 1927 | -          | Central Fútbol Club            |
| -    | Migcampista | Víctor Rodríguez Andrade | 2 de maig, 1927     | -          | Central Fútbol Club            |
| -    | Davanter    | Carlos Romero            | 7 de setembre 1927  | -          | Futbol Club Danubio Montevideo |
| -    | Davanter    | Juan Alberto Schiaffino  | 28 de juliol 1925   | -          | Peñarol                        |
| -    | Defensa     | Eusebio Tejera           | 6 de gener 1922     | -          | Club Nacional de Football      |
| -    | Migcampista | Obdulio Varela           | 20 de setembre 1917 | -          | Peñarol                        |
| -    | Davanter    | Ernesto Vidal            | 15 de novembre 1921 | -          | Peñarol                        |
| -    | Defensa     | Héctor Vilches           | 14 de febrer 1926   | -          | Club Atletico Cerro Montevideo |
| Ent. | Juan López  | Juan López               | Juan López          | Juan López | Juan López                     |

## Bolívia
| #    | Posició      | Nom                        | Naixement          | P. Sel.      | Club                   |
| ---- | ------------ | -------------------------- | ------------------ | ------------ | ---------------------- |
| -    | Defensa      | Alberto Alcha              | 3 d'abril 1920     | -            | The Strongest          |
| -    | Davanter     | Víctor Celestino Algarañaz | 1926               | -            | Litoral                |
| -    | Migcampista  | Alberto Aparicio           |                    | -            | Feroviario La Paz      |
| -    | Migcampista  | Duberto Aráoz              |                    | -            | Litoral                |
| -    | Porter       | Vicente Arraya             |                    | -            | Feroviario La Paz      |
| -    | Migcampista  | Juan Arricio               |                    | -            | Ayacucho La Paz        |
| -    | Davanter     | Víctor Brown               |                    | -            | Litoral                |
| -    | Defensa      | José Bustamante            | 1921               | -            | Litoral                |
| -    | Migcampista  | René Cabrera               |                    | -            | Club Jorge Wilstermann |
| -    | Davanter     | Roberto Caparelli          | 1923               | -            | The Strongest          |
| -    | Migcampista  | Leonardo Ferrel            | 1924               | -            | The Strongest          |
| -    | Davanter     | Benedicto Godoy            |                    | -            | Feroviario La Paz      |
| -    | Defensa      | Antonio Greco              | 1923               | -            | Litoral                |
| -    | Davanter     | Juan Guerra                |                    | -            | Feroviario La Paz      |
| -    | Davanter     | Benigno Gutiérrez          | 1 de setembre1925  | -            | Litoral                |
| -    | Porter       | Eduardo Gutiérrez          | 2 de setembre 1922 | -            | CD Ingavi              |
| -    | Davanter     | Benjamin Maldonado         | 1928               | -            | San Jose de Oruro      |
| -    | Davanter     | Mario Mena                 | 1923               | -            | Club Bolívar           |
| -    | Migcampista  | Humberto Saavedra          |                    | -            | The Strongest          |
| -    | Migcampista  | Eulogio Sandoval           |                    | -            | Litoral                |
| -    | Davanter     | Víctor Agustín Ugarte      | 5 de maig 1926     | -            | Club Bolívar           |
| -    | Migcampista  | Antonio Valencia           | 1927               | -            | Club Bolívar           |
| Ent. | Mario Pretto | Mario Pretto               | Mario Pretto       | Mario Pretto | Mario Pretto           |

- *: Les alineacions inclouen reserves, alternatius i jugadors preseleccionats que poden haver participat en la qualificació o a partits amistosos previs a la competició, però no necessàriament a la fase final mateixa.